# Frente de Liberación de la Nación Eslovena

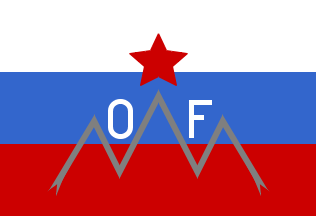
Bandera del Frente de Liberación de la Nación Eslovena (OF). El contorno en zigzag representa el monte Triglav.

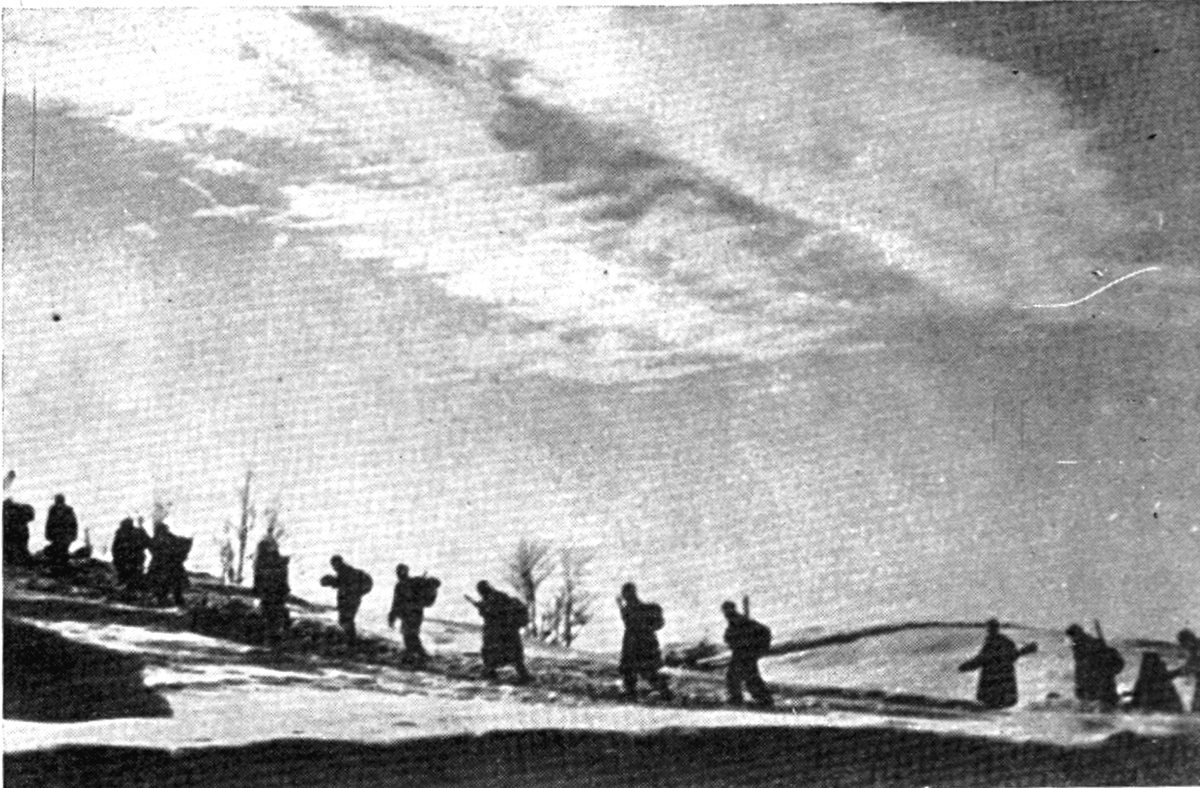
Partisanos eslovenos en el invierno de 1942.

El Frente de Liberación de la Nación Eslovena (en esloveno: Osvobodilna fronta slovenskega naroda), o simplemente Frente de Liberación (Osvobodilna fronta, OF), originalmente llamado Frente Antiimperialista (Protiimperialistična fronta, PIF). El Frente Antiimperialista tenía como objetivo inicialmente apoyar a la Unión Soviética (todavía estando en vigor el pacto con la Alemania nazi) en su lucha contra las tendencias imperialistas de los Estados Unidos y el Reino Unido (las potencias occidentales), y estaba liderado por el Partido Comunista Esloveno. Cuando Alemania atacó a la Unión Soviética, el Frente Antiimperialista fue renombrado y se transformó en la principal resistencia civil y organización política antifascista eslovena bajo la dirección y el control de los comunistas eslovenos. Estuvo activo en tierras eslovenas durante la Segunda Guerra Mundial. Su brazo militar eran los partisanos eslovenos. La organización se estableció en la provincia de Liubliana el 26 de abril de 1941 en la casa del crítico literario Josip Vidmar. Sus líderes fueron Boris Kidrič y Edvard Kardelj.

## Programa
El programa del Frente estuvo perfilado por los siguientes puntos fundamentales:
- Lucha armada como herramienta.
- Una Eslovenia unida.
- Continuidad de Yugoslavia, mayor integración eslovena en la identidad yugoslava y cercanía con el pueblo ruso.
- Lealtad de todas las facciones al Frente de Liberación.
- Adhesión a la democracia después de la liberación.
- Aceptación de la Carta del Atlántico.
- Crecimiento de las unidades partidistas y guardias populares en un frente más amplio de la lucha por la liberación nacional.[10]

## Situación política interna
Aunque el Frente estaba formado originalmente por múltiples grupos políticos de orientación de izquierda, incluidos algunos socialistas cristianos, un grupo disidente del Sokol esloveno (también conocidos como "demócratas nacionales") y un grupo de intelectuales liberales en torno a las revistas Sodobnost y Ljubljanski zvon, Durante el transcurso de la guerra, la influencia del Partido Comunista de Eslovenia comenzó a crecer, hasta que los grupos fundadores firmaron la llamada Declaración de los Dolomitas (Dolomitska izjava), otorgando el derecho exclusivo de organizarse como partido político solo a los comunistas el 1 de marzo de 1943.
El 3 de octubre de 1943, en la sesión, conocida como Asamblea de Delegados de la Nación Eslovena, que se celebró en Kočevje por los 572 miembros elegidos directamente y 78 elegidos indirectamente, el pleno de 120 miembros se constituyó como el máximo órgano de gobierno civil de movimiento antifascista en Eslovenia durante la Segunda Guerra Mundial.
Después de la guerra, el Frente de Liberación se transformó en la Alianza Socialista de los Trabajadores de Eslovenia.

## Actividad política externa
El 19 de febrero de 1944, el pleno en Črnomelj de 120 miembros del Frente de Liberación de la Nación Eslovena cambió su nombre a CNLS y se proclamó a sí mismo como el parlamento esloveno temporal. Una de sus decisiones más importantes fue que, tras el final de la guerra, Eslovenia se convertiría en un estado dentro de la federación yugoslava.
Justo antes del final de la guerra, el 5 de mayo de 1945, el SNOS se reunió por última vez en la ciudad de Ajdovščina en la Venecia Julia (entonces formalmente todavía formaba parte del Reino de Italia) y estableció el gobierno esloveno con Boris Kidrič como su presidente.
El Frente de Liberación lideró un sistema de propaganda intensivo y específico. Imprimió volantes, boletines y otro material para persuadir a la gente sobre su causa y difamar a las fuerzas fascistas de ocupación y a los colaboradores nazis locales que fueron apoyados por la Iglesia Católica. La radio del Frente, llamada Kričač (Grito), era la única de su tipo en la Europa ocupada. Emitió desde varios lugares y las fuerzas de ocupación confiscaron las antenas de los receptores a la población local para evitar escucharlo.

## Los partisanos eslovenos
Artículo principal: Partisanos eslovenos
Los partisanos eslovenos fueron el brazo armado del Frente de Liberación, que luchó al principio como guerrilla y luego como ejército. En su mayoría era étnicamente homogéneo y se comunicaba principalmente en esloveno. Estas dos características se han considerado vitales para su éxito. Fue la primera fuerza militar eslovena. Su símbolo más característico fue el Triglavka. Al contrario que en otras partes de Yugoslavia, donde en los territorios liberados la vida política estaba organizada por los propios militares, los partisanos eslovenos estaban subordinados a la autoridad política civil del Frente. Las actividades partidistas en Eslovenia fueron inicialmente independientes de los partisanos de Tito en el sur. La fusión de los partisanos eslovenos con las fuerzas de Tito ocurrió en 1944.

## El nombre del Frente
Los historiadores eslovenos han afirmado tradicionalmente que el término Frente Antiimperialista fue el primero en aparecer. Esto se puede leer, por ejemplo, en un trabajo de Peter Vodopivec de 2006. En 2008, el historiador Bojan Godeša publicó una discusión revisada por pares sobre el nombre. Menciona un folleto de finales de abril de 1941 con un frente de liberación (sin mayúsculas) escrito en él, dos meses antes de la primera mención conocida del frente antiimperialista (sin mayúsculas) el 22 de junio de 1941. También menciona que Josip Rus, que representó a la Sociedad Eslovena Sokol en la reunión de fundación del OF, siempre afirmó que solo habían hablado de la organización como el Frente de Liberación. Eso es contrario a la opinión de Josip Vidmar, también miembro fundador, quien afirmó que la organización fue rebautizada como Frente de Liberación hasta el 30 de junio de 1941. Las afirmaciones de Godeša han sido citadas en un seminario por Božo Repe, otro eminente historiador, quien agregó que el nombre Frente Antiimperialista, escrito con mayúsculas, se usó particularmente en la comunicación con los comunistas de la Unión Soviética. Atribuyó esto al deseo de los comunistas eslovenos de demostrar que su trabajo correspondía a los objetivos del Komintern.